# Sundamomum bungoense
Sundamomum bungoense là một loài thực vật có hoa trong họ Gừng. Loài này được S. Aimi Syazana và Kalu Meekiong mô tả khoa học đầu tiên năm 2018 dưới danh pháp Amomum bungoensis. Loài này là tương tự như Amomum durum ở chỗ có quả to, sặc sỡ và có vách dày; nhưng khác biệt ở cánh giữa môi dưới và mào bao phấn của hoa. Năm 2018, Axel Dalberg Poulsen và Mark Fleming Newman tạo ra chi Sundamomum và tách 14 loài Amomum trong khu vực  từ Thái Lan, Malaysia bán đảo tới miền tây Malesia có quan hệ họ hàng gần với Amomum hastilabium sang chi này, trong đó có Amomum durum. Vì thế, năm 2020 nhóm tác giả Salasiah Mohamad, Meekiong Kalu & Axel Dalberg Poulsen đã chuyển Amomum bungoensis sang chi Sundamomum với danh pháp mới tổ hợp là Sundamomum bungoense.

## Phân bố
Loài này có trên đảo Borneo, trong Vườn quốc gia Dãy núi Bungo, Kuching, bang Sarawak, Malaysia.

## Đặc điểm
Là cây thảo sống lâu năm với lá xếp thành hai dãy, cây mọc thành cụm, cao dưới 2 m (khoảng 176 cm), có rễ cọc màu xanh lục, mỗi cụm 7–8 cây, mỗi cây 8–9 cặp lá. Lá hình elip và thuôn dài-elip, 34,5–60,0 x 6–7,4 cm, đỉnh hình đuôi, đáy thon dần, mép lá nguyên, mặt xa trục màu xanh lục xỉn, mặt gần trục màu xanh lục sẫm hơi gợn sóng. Không cuống hoặc cuống rất ngắn, dài khoảng 2–3 mm, lưỡi bẹ 2 thùy, dài hơn cuống lá, khoảng 5–8 mm, màu xanh lục với màu đen ở mép. Cụm hoa từ thân rễ hoặc gốc, kiểu xếp lợp, cụm hoa dài 5–10 cm hoặc dài hơn, đầu đường kính khoảng 2–4 cm; lá bắc hoa màu kem ánh lục, hình thuyền, khoảng 2,5 cm; mịn bóng như tơ; cuống dài tới 5–10 cm, có lông tơ. Hoa màu da cam; cánh hoa hình thuyền, trong mờ với các chấm màu da cam, chóp tù, dài khoảng 1 mm, rộng 5 mm; cánh giữa môi dưới dài khoảng 10 mm, rộng 7 mm, màu da cam và sẫm hơn về phía gốc và họng, đỉnh nhọn; lá đài hình thuyền, trong mờ màu trắng ánh kem, mép có lông tơ, dài 1,8 cm. Nhị thuôn dài với mặt ngoài mịn như nhung, màu trắng, mào bao phấn chia ba thùy rõ nét. Đầu nhụy hình chén nở rộng đột ngột, màu da cam với các lông rung; vòi nhụy trong mờ với các chấm màu da cam với lông rung. Cụm quả kết tụ hoặc thành cụm, đầu cụm quả đường kính khoảng 2–4 cm, cuống cụm quả dài 4,5–9 cm; quả hình tròn với đài hoa bền, trang trí hình mắt lưới, mỗi chùm 3-5 quả, màu vàng ánh lục nhạt với các lá bắc con bền ở gốc, mùi quả. Hạt màu da cam ánh vàng, hình dạng không đều, có áo hạt bao phủ, 3 ngăn, mỗi quả 59-60 hạt.